# NOX5
NOX5‏ (NADPH oxidase 5) هوَ بروتين يُشَفر بواسطة جين NOX5 في الإنسان.

## الوظيفة
NOX5 هو أكسيداز NADPH جديد يُنتج أكسيدًا فائقًا.
يتفاعل Nox5 مع c-abl، ويؤدي إنتاج الأكسيد الفائق إلى فسفرة c-abl، بينما يُثبط تثبيط نشاط كيناز c-abl إنتاج أكسيد Nox5 الفائق.